# St. John's Wood (métro de Londres)
St. John's Wood  est une station de la Jubilee line du métro de Londres, en zone 1. Elle est située sur la Wellington Road, à St John's Wood, sur le territoire de la cité de Westminster.
Son bâtiment est classé Grade II listed building.

## À proximité
- St John's Wood